# Quyền LGBT ở Iraq
Ở Iraq, người đồng tính nữ, đồng tính nam, song tính và chuyển giới (LGBT) phải chịu sự phân biệt đối xử rộng rãi. Mặc dù đồng tính luyến ái đã là hợp pháp từ năm 2003, nhưng những người đồng tính nam công khai không được phép phục vụ trong quân đội và hôn nhân đồng giới là bất hợp pháp. Người LGBT không có bất kỳ sự bảo vệ pháp lý nào chống lại sự phân biệt đối xử và thường là nạn nhân của vụ giết hại công lý và danh dự.

## Quyền LGBT

### Lưỡng Hà cổ đại
Šumma ālu, một máy tính bảng tiếng Akkadian, bao gồm mã này, trong đó liên quan đến đồng tính luyến ái nam trong một ánh sáng tích cực:
Nếu một người đàn ông giao hợp với anh ta từ phía sau, anh ta trở thành người lãnh đạo trong số các đồng nghiệp và anh em của mình.
Trong xã hội Assyrian cổ đại, những lời cầu nguyện  Almanac of Incantations  ca ngợi bình đẳng về tình yêu giữa các cặp nam đồng tính nam và đồng tính nam. Một người đàn ông có quyền đến thăm bất kỳ người đồng tính gái điếm hoặc ngủ với người đàn ông khác, miễn là tin đồn sai lệch hoặc hiếp dâm không liên quan. Tuy nhiên, một người đàn ông đảm nhận vai trò phục tùng được nhận thức tiêu cực trong Mesopotamia cổ đại.
Một Trung Assyrian Luật pháp từ Assur, có từ năm 1.075 trước Công nguyên, lên án hiếp dâm đồng tính hoặc cưỡng ép quan hệ tình dục. Nó nói về một "chủ quyền" (nhân vật xã hội cao trong cộng đồng) và "hàng xóm" của anh ta (một người có cùng địa vị xã hội):
Nếu một người có chủ quyền [một người Assyria] nằm cùng với người hàng xóm [một công dân khác], khi họ đã truy tố anh ta (và) kết án anh ta [công dân đầu tiên], họ sẽ nói dối anh ta (và) biến anh ta thành hoạn quan.

### Vương quốc Iraq thuộc chính quyền Anh
Iraq đã được ban lệnh cấm đồng tính luyến ái, được định nghĩa trong bộ luật hình sự là sodomy, trong khi dưới sự cai trị của Anh.

### Vương quốc Iraq
Lệnh cấm ban đầu được duy trì khi Iraq giành được độc lập vào năm 1932.

### Cộng hòa Iraq
Bộ luật hình sự năm 1969, được ban hành bởi Ba'athist, chỉ hình sự hóa hành vi tình dục trong các trường hợp ngoại tình, loạn luân, hiếp dâm, mại dâm, hành vi công khai hoặc các trường hợp liên quan đến lừa đảo hoặc ai đó không thể đồng ý do tuổi tác hoặc khiếm khuyết về tinh thần. Đồng tính luyến ái không phải là một tội ác, nhưng có thể là sự biện minh cho sự phân biệt đối xử và quấy rối của chính phủ theo luật được thiết kế để bảo vệ an ninh quốc gia và đạo đức công cộng.
Ngoài Bộ luật Hình sự, chế độ Ba'athist sẽ ban hành các nghị quyết bổ sung về các chủ đề cụ thể. Sodomy đã được tái hình sự hóa bởi một nghị quyết năm 1988, nhưng chỉ khi nó liên quan đến mại dâm. [Kết hợp Luật mại dâm số 8 năm 1988].
Đầu những năm 1990, tại Liên Hợp Quốc, phái đoàn Iraq đã viện dẫn tôn giáo vào thời điểm đó là lý do của họ cho những nỗ lực chống lại sự ủng hộ của cơ thể quốc tế quyền LGBT, thách thức quan điểm rộng rãi của Saddam là một người theo chủ nghĩa thế tục.
Năm 2001, Nghị quyết 234 năm 2001 của IRCC đã được ban hành đã thiết lập án tử hình cho ngoại tình, có liên quan đến mại dâm, và bất cứ ai, "Phạm tội giết người với nam hay nữ hoặc người vi phạm danh dự của nam hay nữ mà không có sự đồng ý của anh ta hoặc cô ta và bị đe dọa bởi vũ khí hoặc vũ lực theo cách mà tính mạng của nạn nhân (nam hay nữ) bị đe dọa. "
Khoảng 3.000 người đã bị tra tấn từ năm 1991 đến 2003 bởi lực lượng an ninh Saddam Hussein, vì đã thể hiện giới tính của họ.
Với ý định làm mất uy tín của Saddam Hussein với những người ủng hộ, CIA đang xem xét thực hiện một video mà anh ta sẽ được nhìn thấy có quan hệ tình dục với một cậu bé tuổi teen.

### Cơ quan lâm thời liên minh
Khi Cơ quan lâm thời Liên minh giám đốc điều hành Paul Bremer nắm quyền kiểm soát Iraq sau cuộc xâm lược của Hoa Kỳ năm 2003, ông đã ban hành một loạt các sắc lệnh khôi phục bộ luật hình sự của Iraq trở lại bộ luật hình sự của Iraq năm 1968 (được sửa đổi trong 1988).
Mặc dù không phải là bất hợp pháp, làn sóng quấy rối và bạo lực đối với người LGBT đến từ các thành viên gia đình và những người Iraq khác, những người cảm thấy cần phải trừng phạt người dân vì vi phạm các đạo Hồi truyền thống.

### Cộng hòa Iraq

Luật chống LGBT hạn chế quyền tự do ngôn luận và lập hội

Vào ngày 5 tháng 2 năm 2005, IRIN đã đưa ra một báo cáo có tiêu đề "Iraq: Đồng tính luyến ái nam vẫn là một điều cấm kỵ". Bài báo nêu, trong số những điều khác, rằng "giết người vì danh dự" của người Iraq chống lại một thành viên gia đình đồng tính là phổ biến và được bảo vệ một cách hợp pháp. Bài báo cũng nói rằng việc sửa đổi năm 2001 đối với bộ luật hình sự quy định hình phạt tử hình đối với đồng tính luyến ái "đã không được thay đổi", thậm chí thông qua Paul Bremer đã ra lệnh rõ ràng bộ luật hình sự trở lại phiên bản năm 1980.
Từ năm 2005, đã có báo cáo rằng Hội đồng tối cao cho Cách mạng Hồi giáo ở Iraq Tổ chức Badr đã tham gia vào các chiến dịch tử thần chống lại LGBT công dân Iraq, và rằng họ được hỗ trợ trong các chính sách này bởi Grand Ayatollah Ali al-Sistan.Bản mẫu:Verification needed Các cuộc tấn công dã man mới, với 90 nạn nhân, được báo cáo trong những tháng đầu năm 2012.
Những báo cáo này dường như xuất phát từ một fatwa do giáo sĩ người Iraq Grand Ayatollah Ali al-Sistan phát biểu nói rằng đồng tính luyến ái và đồng tính nữ đều bị "cấm đoán" và thực tế họ nên bị "trừng phạt, bị giết., cách giết chóc nghiêm trọng nhất ".
Dự thảo ban đầu bằng tiếng Anh của hiến pháp Iraq năm 2005 có một điều khoản khẳng định rằng không có quyền hoặc quyền tự do nào được bảo vệ trong Hiến pháp sẽ áp dụng cho "những kẻ lệch lạc". Những sửa đổi sau đó của Hiến pháp Iraq đã loại bỏ điều khoản lệch lạc. Một số điều khoản trong tài liệu sửa đổi khẳng định rằng Hồi giáo sẽ là nền tảng của luật pháp và các quyền tự do dân sự khác nhau sẽ bị giới hạn bởi "đạo đức công cộng".44
Sau sự sụp đổ của đảng Ba'athist ở Iraq, bộ luật hình sự quốc gia đã trở lại phiên bản trước đó từ năm 1988, với những sửa đổi tiếp theo.
Quan hệ đồng tính luyến ái, phi thương mại, phi huynh đệ giữa những người trưởng thành đồng ý, những người đã đến tuổi mười tám, dường như là hợp pháp. Tương tự như vậy, không có gì được nói rõ trong bộ luật hình sự quốc gia về mặc quần áo chéo, trừ khi được sử dụng để lừa dối.
Tuy nhiên, một số quy định của bộ luật hình sự quốc gia có thể ảnh hưởng đến quyền lợi hợp pháp của người LGBT, do các văn hóa và tôn giáo thịnh hành nhìn đồng tính luyến ái và mặc quần áo chéo tiêu cực. Ngoài lệnh cấm kết hôn đồng giới, các luật dựa trên đạo đức công cộng này còn áp đặt các hạn chế đối với quyền tự do ngôn luận, báo chí và thể hiện cá nhân.
Đoạn 215 - Bất kỳ ai sản xuất, nhập khẩu, xuất khẩu hoặc thu được một bức tranh, tài liệu bằng văn bản hoặc ký với ý định buôn bán, phân phối, trưng bày hoặc trưng bày tài liệu đó, về bản chất, gây nguy hiểm cho an ninh công cộng hoặc làm cho đất nước bị phá hoại trừ khi anh ta đã hành động trong đức tin tốt bị trừng phạt bằng cách giam giữ cộng với tiền phạt không vượt quá 300 dinar hoặc bởi một trong những hình phạt đó.
Đoạn 220 - Nếu năm người trở lên được tập hợp ở nơi công cộng, do đó gây nguy hiểm cho an ninh công cộng và cơ quan công quyền ra lệnh cho họ giải tán, bất kỳ ai được đưa ra lệnh đó và từ chối tuân thủ đều bị phạt trong một thời gian bị giam giữ vượt quá 1 năm cộng với tiền phạt không quá 100 dinar hoặc bởi một trong những hình phạt đó.
Đoạn 376 - Bất kỳ ai có được giấy chứng nhận kết hôn đều biết rằng nó vô hiệu vì bất kỳ lý do nào trong luật thế tục hoặc kinh điển và bất kỳ ai cấp giấy chứng nhận đó biết rằng hôn nhân là vô hiệu đều bị phạt tù không quá 7 năm hoặc bị giam giữ. Hình phạt sẽ là một hình phạt tù không quá 10 năm nếu người phối ngẫu, đối với người mà lý do cho sự vô hiệu đã nảy sinh, che giấu sự thật đó từ người bạn đời của mình hoặc kết hôn trên cơ sở giấy chứng nhận không hợp lệ.
Đoạn 401 - Bất kỳ ai thực hiện hành vi vô đạo đức ở nơi công cộng đều bị phạt tù trong thời gian giam giữ không quá 6 tháng cộng với tiền phạt không quá 50 dinar hoặc bởi một trong những hình phạt đó.
Đoạn 402 - (1) Những người sau đây bị phạt trong thời gian giam giữ không quá 3 tháng cộng với tiền phạt không quá 30 dinar hoặc bởi một trong những hình phạt đó:
(a) Bất kỳ người nào tiến bộ không đứng đắn sang người đàn ông hoặc phụ nữ khác.
(b) Bất kỳ ai tấn công người phụ nữ ở nơi công cộng một cách vô đạo đức bằng lời nói, hành động hoặc dấu hiệu.
Đoạn 403 - Bất kỳ ai sản xuất, nhập khẩu, xuất bản, sở hữu, có được hoặc dịch một cuốn sách, tài liệu in hoặc tài liệu bằng văn bản khác, bản vẽ, hình ảnh, phim, biểu tượng hoặc những thứ khác vi phạm tính toàn vẹn hoặc quyết định của công chúng với ý định khai thác hoặc phân phối tài liệu bị trừng phạt bởi một thời gian giam giữ không quá 2 năm cộng với phạt tiền không quá 200 dinar hoặc bởi một trong những hình phạt đó. Hình phạt tương tự áp dụng cho bất kỳ người nào quảng cáo tài liệu đó hoặc trưng bày nó ở nơi công cộng hoặc bán, thuê hoặc cung cấp để bán hoặc cho thuê mặc dù nó không ở nơi công cộng hoặc cho bất kỳ ai phân phối hoặc gửi nó để phân phối bằng bất kỳ phương tiện nào. Nếu hành vi phạm tội được thực hiện với ý định đồi trụy, nó được coi là một tình tiết tăng nặng.
Đoạn 404 - Bất kỳ ai tự mình hoặc thông qua một số phương tiện cơ học hát hoặc phát sóng ở nơi công cộng hoặc các bài hát tục tĩu hoặc không đứng đắn đều bị phạt trong thời gian giam giữ không quá 1 năm hoặc phạt tiền không quá 100 dinar.
Đoạn 434 - Xúc phạm là sự buộc tội đối với người khác về một điều gì đó không trung thực hoặc thiếu tôn trọng hoặc làm tổn thương cảm xúc của anh ta mặc dù nó không bao gồm việc buộc tội anh ta về một vấn đề cụ thể. Bất kỳ ai lăng mạ người khác đều bị phạt trong thời gian giam giữ không quá 1 năm cộng với tiền phạt không quá 100 dinar hoặc bởi một trong những hình phạt đó. Nếu sự xúc phạm đó được công bố trên một tờ báo hoặc ấn phẩm hoặc phương tiện thì đó được coi là một tình tiết tăng nặng.
Đoạn 438 - Những người sau đây bị phạt tù trong thời gian giam giữ không quá 1 năm cộng với tiền phạt không quá 100 dinar hoặc bởi một trong những hình phạt đó: (1) Bất kỳ ai xuất bản dưới bất kỳ hình ảnh, nhận xét hoặc thông tin nào liên quan đến cuộc sống riêng tư hoặc gia đình của người khác, mặc dù thông tin đó là đúng và việc xuất bản như vậy khiến anh ta phạm tội. (2) Bất kỳ người nào khác ngoài những người được đề cập trong Đoạn 328, những người có quyền riêng tư đối với thông tin có trong thư, telex hoặc
cuộc trò chuyện qua điện thoại và anh ta tiết lộ thông tin đó cho một người khác ngoài mục đích của họ và việc tiết lộ đó gây tổn hại cho người khác.

#### Sĩ quan cảnh sát
Ngoài bộ luật hình sự quốc gia, các thành viên của lực lượng An ninh nội bộ Iraq, cùng với các sinh viên và người về hưu hiện tại, bị ràng buộc với các quy tắc được nêu trong Nghị định số 9 (2008). Bằng cấp cấm các sĩ quan cảnh sát liên kết với những người không có tiếng tăm, và trừng phạt các sĩ quan cảnh sát có hành vi đồng tính luyến ái với án tù lên đến mười lăm năm.

#### Quân đội
Luật hình sự quân sự số 19 năm 2007 nghiêm cấm người đàn ông của mình tham gia vào các hành vi đồng tính luyến ái.

#### Luật tình trạng cá nhân
Đây là những luật được sử dụng tại các tòa án đặc biệt được thiết kế để xử lý một số tranh chấp giữa những người Hồi giáo ở Iraq, đặc biệt khi nó áp dụng cho hôn nhân, ly dị, cấp dưỡng và thừa kế.
Luật Tình trạng cá nhân của Iraq (1959) có các quy định liên quan;
Điều 3 - Hôn nhân được định nghĩa là sự kết hợp giữa một người đàn ông và một người phụ nữ để tạo ra những đứa trẻ.
Điều 40 Mục 2 - Một sự ly thân hợp pháp có thể được chấp thuận nếu một trong hai người phối ngẫu không chung thủy, với hành vi đồng tính luyến ái được đưa vào như một ví dụ về việc không chung thủy. Quy định này đã được thêm vào luật năm 1981.
Luật tình trạng cá nhân người Kurd ở Iraq (1992) cũng có một số điều khoản liên quan;
Điều 1 - Hôn nhân được định nghĩa là sự kết hợp tự nguyện giữa một người đàn ông và một người phụ nữ để tạo ra một gia đình.
Điều 7 - Cặp vợ chồng tìm cách kết hôn phải xuất trình giấy tờ y tế chứng minh rằng họ không bị nhiễm AIDS.

#### Rút tiền sau năm 2011
Có ý kiến cho rằng bạo lực thể xác và tình dục đối với người đồng tính đã gia tăng kể từ khi Mỹ rút khỏi Iraq, đặc biệt là dân quân và cảnh sát, mặc dù có tính chất hợp pháp của đồng tính luyến ái, giờ đây tham gia nhiều hơn vào bạo lực chống đồng tính luyến ái. Vấn đề này trở nên phức tạp hơn bởi thực tế là các thành viên của cảnh sát thường cũng là thành viên của các nhóm dân quân khác nhau.
Bộ Nhân quyền Iraq đã trả lời các cáo buộc gia tăng bạo lực đồng tính bằng cách tuyên bố rằng các phản ứng của họ bị hạn chế bởi thực tế là người LGBT không phải là thiểu số được liệt kê ở Iraq, nhưng cũng nhấn mạnh rằng một số trường hợp phân biệt đối xử và bạo lực chống lại Cộng đồng LGBT đã được thông qua vào bộ nội vụ. Ali al-Dabbagh, người phát ngôn của Thủ tướng Maliki đã bác bỏ cuộc đàn áp có tổ chức đối với cộng đồng LGBT nhưng đã đề nghị các thành viên của cộng đồng giữ kín tình dục đồng giới của mình để tránh bị đàn áp.

#### Người Kurd ở Iraq
Năm 2010, những nỗ lực của chính phủ người Kurd nhằm thúc đẩy bình đẳng giới, đã bị tấn công bởi Kamil Haji Ali, Bộ trưởng Bộ Tài chính và Tôn giáo, cũng như Phong trào Hồi giáo Kurdistan vì đã cố gắng hợp pháp hóa hôn nhân đồng giới. KRG và những người ủng hộ bình đẳng giới khác, tuyên bố luật pháp không giải quyết các vấn đề về quyền LGBT, nhưng giải quyết các vấn đề công bằng xã hội ảnh hưởng đến phụ nữ.  Lưu trữ ngày 10 tháng 4 năm 2019 tại Wayback Machine

#### Hoạt động queer
Trong nhiều thập kỷ, cộng đồng LGBT ở Iraq là một trong những cộng đồng vô hình nhất trên thế giới phải đối mặt với tất cả các loại phân biệt đối xử, hầu như không có bất kỳ hoạt động hay vận động nào ủng hộ nhóm này. Nhưng trong vài năm qua, một phong trào ngầm đã bắt đầu dẫn đến việc tạo ra một tổ chức cho các cá nhân LGBTIQ + ở Iraq với tên gọi IraQueer.
IraQueer (Iraq Queer) nhằm mục đích nâng cao nhận thức về và cho cộng đồng LGBTIQ + ở Iraq và khu vực Kurdistan thông qua việc chia sẻ tin tức và câu chuyện cá nhân của các cá nhân queer. Để biết thêm thông tin, hãy truy cập: www.iraqueer.org.
Một giáo sĩ nổi tiếng ở Iraq cũng đã phá vỡ sự im lặng và lên án bạo lực đối với cộng đồng LGBT.
Vào ngày 1 tháng 6 năm 2017, Lava organization được thành lập tại Kurdistan. Tổ chức này đang tập trung vào hoạt động trực tuyến và khuyến khích chính phủ Iraq chính thức thiết lập quyền cho cộng đồng LGBTQ của người Kurd và Iraq. Họ đăng các bài báo khoa học ủng hộ người đồng tính và tại sao áp bức chống lại họ nên được phân loại là một tội ác. Họ chủ yếu đăng bài bằng tiếng Kurd, nhưng sau một cuộc khảo sát, họ cũng quyết định đăng bằng tiếng Anh và thỉnh thoảng thêm các văn bản tiếng Ả Rập vào bài đăng của họ trên Facebook.

### Khủng bố ISIL
Trong các khu vực được kiểm soát bởi Nhà nước Hồi giáo Iraq và Levant, những người phạm tội đồng tính luyến ái đầu tiên bị kết án tử hình, tra tấn, đánh đập, đánh đập và bạo lực khác.

## Bảng tóm tắt
| Hoạt động tình dục đồng giới hợp pháp                                                                                       | / Về mặt kỹ thuật hợp pháp mặc dù hợp pháp hóa bị bỏ qua và mọi người phải đối mặt với sự hành quyết của cảnh giác và tòa án Sharia. |
| Độ tuổi đồng ý | / Về mặt kỹ thuật hợp pháp mặc dù hợp pháp hóa bị bỏ qua và mọi người phải đối mặt với sự hành quyết của cảnh giác và tòa án Sharia. |
| Luật chống phân biệt đối xử chỉ trong việc làm                                                                              | No |
| Luật chống phân biệt đối xử trong việc cung cấp hàng hóa và dịch vụ                                                         | No |
| Luật chống phân biệt đối xử trong tất cả các lĩnh vực khác (bao gồm phân biệt đối xử gián tiếp, ngôn từ kích động thù địch) | No |
| Hôn nhân đồng giới | No |
| Công nhận các cặp đồng giới                                                                                                 | No |
| Con nuôi của các cặp vợ chồng đồng giới                                                                                     | No |
| Con nuôi chung của các cặp đồng giới                                                                                        | No |
| Người LGBT được phép phục vụ công khai trong quân đội                                                                       | Luật hình sự quân sự số 19 năm 2007 nghiêm cấm người đàn ông của mình tham gia vào các hành vi đồng tính luyến ái                    |
| Quyền thay đổi giới tính hợp pháp                                                                                           | No |
| Truy cập IVF cho đồng tính nữ                                                                                               | No |
| Mang thai hộ thương mại cho các cặp đồng tính nam                                                                           | No |
| NQHN được phép hiến máu | No |